# 吉良朝氏
吉良 朝氏（きら ともうじ）は、室町時代前期の武士。後期東条吉良（下吉良）氏2代当主。三河国東条城主。
吉良尊義（義貴）の嫡男として誕生した。右兵衛督、東条中務を称する。
朝氏の代（あるいは尊義の代の最末期）と見られる応永19年（1412年）2月6日、八幡山（現在の西尾市吉良町岡山八幡山）において合戦があり西条吉良勢6人が討死した、という記録がみられる。西条吉良勢の相手は記されていないが東条吉良勢と思われ、父の代の惣領争いの遺恨が未だ残っており合戦に及んだのではないかと考えられている。
基本的に在京奉公をしていたと考えられ、応永31年（1424年）12月30日には三宝院満済の許へ歳末の礼に訪れている。この時は「吉良東条来臨」と記され未だ出家していない。
応永35年（1428年）4月25日、「三日病」により病死した。「吉良東条入道死去云々」とあり、おそらく足利義持死去（同年1月18日）に際して入道したのではないかとされている。